# Clermont-Pouyguillès
Clermont-Pouyguillès é uma comuna francesa na região administrativa de Occitânia, no departamento de Gers. Estende-se por uma área de 12,71 km². Em 2010 a comuna tinha 163 habitantes (densidade: 12,8 hab./km²).